# Vojtěch Hueber
Vojtěch Hueber (10. listopadu 1948 Praha – 19. května 2012 Praha) byl významný znalec domácího i světového jazzu, producent mnoha alb, moderátor festivalů a vlastních pravidelných rozhlasových pořadů na stanici Vltava Českého rozhlasu (Jazzový podvečer, Jazz-test, Jazzkaleidoskop).
Jeho sleevenote doplňují jím produkovaná jazzová alba např. Laco Decziho a Jazz Celuly, Traditional Jazz Studia Pavla Smetáčka, Sony Constanza a Jazzového orchestru Českého rozhlasu, Karla Růžičky, ESP Štěpána Markoviče, Josefa Audese, Jazz Magmy, Františka Uhlíře, Gera Bandu a dalších, stejně jako třeba z oblasti populární hudby singly Heleny Vondráčkové. Psal recenze pro Melodii, Gramorevui nebo do Svobodného slova, na jeho recenze odkazuje  spousta portálů, zaměřených na jazzovou hudbu. Byl i iniciátorem společného hraní Luboše Andršta legendou blues B. B. Kingem.
Konferoval jazzové koncerty a festivaly, podílel se na organizování Pražského mezinárodního jazzového festivalu, dlouhé roky spolupracoval s Traditional Jazz Studiem.
Vojtěch Hueber zemřel za tragických okolností 19. května roku 2012, kdy ho brutálně napadl jeho s ním žijící partner a způsobil mu zranění, kterým podlehl.